# Spindelbarsche
Die Spindelbarsche (Zingel) sind eine Gattung der Familie der Echten Barsche, die im Gebiet der Rhone, der Donau und des Vardar vorkommt.

## Merkmale
Spindelbarsche erreichen eine Länge von etwa 15 bis 50 Zentimetern. Namensgebend ist der spindelförmige Körperbau mit sehr schlankem Schwanzstiel. Die Augen sind mit einem Tapetum lucidum ausgestattet; sie lassen sich unabhängig voneinander bewegen (wie beim Chamäleon). Das Maul ist unterständig und hufeisenförmig. Entlang des Seitenlinienorgans liegen über 40 Schuppen. Die beiden Rückenflossen sind durch eine deutliche Lücke getrennt. Die Afterflosse weist 10 bis 13½ verzweigte Strahlen auf, was sie von der Gattung Romanichthys mit 7½ Strahlen abgrenzt. Die Schwimmblase fehlt.

## Systematik
Der Gattung werden vier Arten zugerechnet:
- Rhone-Streber (Zingel asper) (Linnaeus, 1758), auch Rhonestreber, Roi du Doubs und Apron genannt
- Zingel balcanicus (Karaman, 1937)
- Streber (Zingel streber) (Siebold, 1863)
- Zingel (Zingel zingel) (Linnaeus, 1766)